# Torres de las Américas
Las Torres de las Américas es un conjunto de tres edificios de oficinas ubicados en el sector de Punta Pacífica, en la ciudad de Panamá. El más alto mide 142 m y es uno de los edificios más altos del país.  

## Detalles importantes
Se sitúan entre el Corredor Sur, Vía Brasil e Israel y la Calle 50. Los más altos son las Torres A y B, con 74.36 m de altura y 22 pisos. La Torre C de 34 pisos se finalizó en 2009 y mide 142 pisos.